# Анон, Пьер
Пье́р Анон (фр. Pierre Hanon; 29 декабря 1936, Брюссель — 13 октября 2017) — бельгийский футболист и футбольный тренер; один из титулованных игроков в истории «Андерлехта» (9 чемпионских титулов).

## Биография

### Клубная карьера
Анон в течение 16 сезонов играл за «Андерлехт», за который во всех турнирах сыграл 404 матча и забил 41 гол. В составе этого клуба он выиграл 9 чемпионских титулов и Кубок Бельгии 1965 года и вместе с Арманом Жюрионом является одним из самых титулованных игроков в истории «Андерлехта».
В 1970 году Анон перешёл в «Серкль Брюгге», в котором отыграл три сезона, сыграв 77 матчей и забил 11 голов. Его последним клубом в карьере стал «Монс», в котором он отыграл один сезон и в 1974 году завершил карьеру.

### Карьера в сборной
В составе сборной Бельгии сыграл 48 матчей и забил 4 гола.

### Тренерская карьера
С 1974 по 1975 год работал главным тренером клуба «Монс», а затем вернулся в «Андерлехт». В «Андерлехте» он работал в системе молодёжной команды, в том числе и главным тренером.

### Смерть
Скончался 13 октября 2017 года в возрасте 80 лет.

## Достижения
«Андерлехт»
- Чемпионат Бельгии (9) : 1954/55, 1955/56, 1958/59, 1961/62, 1963/64, 1964/65, 1965/66, 1966/67, 1967/68
- Обладатель Кубка Бельгии (1) : 1964/1965